# Willy Seeuws
Willy Seeuws (Gent, 2 maart 1931 – aldaar, 23 juli 2025) was een Belgisch senator.

## Levensloop
Seeuws werd grafisch tekenaar en jeugdleider. Van 1961 tot 1968 was hij nationaal secretaris van het Socialistisch Jeugdleidersinstituut en van 1968 tot 1977 was hij algemeen secretaris van de Centrale voor Socialistisch Cultuurbeleid.
Hij werd politiek actief voor de BSP en zetelde voor deze partij van 1977 tot 1995 in de Belgische Senaat: van 1977 tot 1981 als gecoöpteerd senator en van 1981 tot 1995 als rechtstreeks verkozen senator voor het arrondissement Gent-Eeklo. In de Senaat was hij van 1985 tot 1987 secretaris, van 1987 tot 1988 en van 1992 tot 1995 ondervoorzitter en van 1988 tot 1992 was hij er fractievoorzitter van zijn partij.
In de periode mei 1977-oktober 1980 zetelde hij als gevolg van het toen bestaande dubbelmandaat ook in de Cultuurraad voor de Nederlandse Cultuurgemeenschap, die op 7 december 1971 werd geïnstalleerd. Vanaf 21 oktober 1980 tot mei 1995 was hij lid van de Vlaamse Raad, de opvolger van de Cultuurraad en de voorloper van het huidige Vlaams Parlement. 
Tevens zetelde hij van 1990 tot 1995 in de Assemblee van de West-Europese Unie en in de Parlementaire Vergadering van de Raad van Europa
Op 26 november 1991 werd hij eveneens benoemd tot ridder in de Leopoldsorde.